# Clarivett Yllescas
Clarivett Yllescas Abad (Chincha Alta, 11 de agosto de 1993) es una voleibolista peruana que juega como central y que forma parte de la selección femenina de voleibol del Perú. Ha representado a su país en los Juegos Olímpicos de la Juventud 2010, donde ayudó a su equipo a ganar la medalla de bronce. En la actualidad es la central titular del equipo peruano Alianza Lima tras su paso por VC Marcq-en-Barœul de Francia.

## Carrera

### 2009
Clarivett participó con su equipo de menores en el Campeonato Mundial de Voleibol Femenino Sub-18 de 2009, que se celebró en Tailandia, donde su equipo terminó en sexto lugar.

### 2010: bronce olímpico juvenil
Debutó internacionalmente con su equipo sub-20 de voleibol en el Campeonato Sudamericano de Voleibol Femenino Sub-20 de 2010 ganando la medalla de plata. Su equipo también ganó la medalla de bronce en los Juegos Olímpicos de la Juventud Singapur 2010.

### 2011: oro en Copa Panamericana
Clarivett jugó con su equipo nacional juvenil en la Copa Panamericana de Voleibol Femenino Sub-20 de 2011, celebrada en Perú. Su equipo ganó la medalla de oro. También participó con su equipo en el Campeonato Mundial de Voleibol Femenino Sub-20 de 2011, que también se celebró en el Perú, donde su equipo terminó en sexto lugar. Justo después del Campeonato Mundial, Clarivett se unió al equipo de mayores para el Grand Prix de Voleibol. 

## Clubes
| Club                      | País    | Año       |
| ------------------------- | ------- | --------- |
| Divino Maestro            | Perú    | 2010-2012 |
| Universidad César Vallejo | Perú    | 2012-2016 |
| Circolo Sportivo Italiano | Perú    | 2016-2018 |
| VC Marcq-en-Barœul        | Francia | 2018-2023 |
| Alianza Lima              | Perú    | 2023-     |

## Resultados

### Selección nacional

#### Categoría mayores
- 2009:  Campeona, Juegos Bolivarianos Sucre 2009
- 2010:  Tercera, Juegos Suramericanos ODESUR Medellín 2010
- 2011: 16.º lugar, World Grand Prix China 2011
- 2011:  Tercera, Sudamericano Perú 2011
- 2011: 6.º lugar, Juegos Panamericanos México 2011
- 2012: 7.º lugar, Copa Panamericana México 2012

#### Categoría sub-23
- 2012: 4.º lugar, Copa Panamericana Perú 2012

#### Categoría sub-20
- 2008:  Tercera, Sudamericano Juvenil Perú 2008
- 2010:  Subcampeona, Sudamericano Juvenil Colombia 2010
- 2010:  Tercera, Juegos Olímpicos de la Juventud Singapur 2010
- 2011:  Campeona, Copa Panamericana Juvenil Perú 2011
- 2011: 6.º lugar, Mundial Juvenil Perú 2011

#### Categoría sub-18
- 2008:  Subcampeona, Sudamericano Menores Perú 2008
- 2009: 6.º lugar, Mundial Menores Tailandia 2009

### Clubes

#### Ligas nacionales
- 2011:  Campeona, LNSV 2010-11 con Divino Maestro.
- 2012:  Tercera, LNSV 2011-12 con Divino Maestro.
- 2013:  Campeona, LNSV 2012-13 con Universidad César Vallejo.
- 2014:  Tercera, LNSV 2013-14 con Universidad César Vallejo.
- 2015:  Tercera, LNSV 2014-15 con Universidad César Vallejo.
- 2024:  Campeona, LNSV 2023-24 con Alianza Lima.
- 2025:  Campeona, LPV 2024-25 con Alianza Lima.

#### Torneos internacionales
- 2013:  Subcampeona, Campeonato Sudamericano de Clubes de Voleibol Femenino 2013 con Universidad César Vallejo.
- 2025:  Subcampeona, Campeonato Sudamericano de Clubes de Voleibol Femenino 2025 con Alianza Lima.

## Vida personal
Yllescas es abiertamente lesbiana. En febrero de 2018, hizo pública su relación sentimental con su entonces pareja, Patricia, a través de su cuenta de Instagram. En abril de 2024, durante la celebración por el triunfo de su equipo en la Liga Nacional de Vóley, anunció su relación con la voleibolista francesa Maëva Orlé, quien también es su compañera de equipo.